# Анастасієвський район
Анастасієвський район Ростовської області — адміністративно-територіальна одиниця, що існувала в РРФСР в 1937—1959 роках. 

## Історія
Анастасієвський район 13 вересня 1937 року увійшов до складу Ростовської області. 
У червні 1959 року Анастасієвський район було скасовано та його територія увійшла в Матвієво-Курганський район Ростовської області.